# Élection présidentielle américaine au Texas

Carte des États-Unis avec l'État du Texas en rouge.

Depuis son adhésion à l'Union en 1845, le Texas a participé à toutes les élections présidentielles américaines, à l'exception de l'élection de 1864 pendant la guerre civile américaine, lorsque l'État avait fait sécession pour rejoindre la Confédération, et de l'élection de 1868 , durant l'époque de la Reconstruction.
Au cours de son premier siècle d'existence, le Texas était un bastion démocrate au sein du « Solid South », ne votant pour un autre parti qu'une seule fois, en 1928, lorsque le sentiment anti-catholique à l'encontre du candidat démocrate Al Smith poussa l'électorat texan, en grande partie protestant, à soutenir le républicain Herbert Hoover.
Une tendance progressive vers un libéralisme social croissant au sein du Parti démocrate a cependant transformé l'État (à l'exception du sud hispanique du Texas, de la région Trans-Pecos et de plusieurs grandes villes) en un bastion républicain (État rouge). Depuis 1980, le Texas a voté pour le candidat républicain à chaque élection présidentielle.

## Historiques

### Partis
- (D) : Parti démocrate
- (W) : Parti whig
- (KN) : Parti américain (Know Nothing)
- (R) : Parti républicain
- (NU) : National Union Party (United States) (en)
- (LR) : Parti républicain libéral
- (P-12) : Parti progressiste (1912)
- (P-24) : Parti progressiste (1924)

en gras : le vainqueur de l'élection au niveau national

### 1848 à 1860
| Année | Vainqueur | Vainqueur           | Vainqueur | Vainqueur | Opposant | Opposant              | Opposant | Opposant | Autres candidats | Autres candidats      | Autres candidats | Autres candidats | GÉ | Ref. |
| Année | Candidat  | Candidat            | Votes     | %         | Candidat | Candidat              | Votes    | %        | Candidat         | Candidat              | Votes            | %                | GÉ | Ref. |
| ----- | --------- | ------------------- | --------- | --------- | -------- | --------------------- | -------- | -------- | ---------------- | --------------------- | ---------------- | ---------------- | -- | ---- |
| 1848  |           | Zachary Taylor (W)  | 4,509     | 29.71     |          | Lewis Cass (D)        | 10,668   | 70.29    |                  | Martin Van Buren (FS) | pas de bulletins |                  | 4  |      |
| 1852  |           | Franklin Pierce (D) | 13,552    | 73.07     |          | Winfield Scott (W)    | 4,995    | 26.93    |                  | John P. Hale (FS)     | pas de bulletins |                  | 4  |      |
| 1856  |           | James Buchanan (D)  | 31,169    | 66.59     |          | Millard Fillmore (KN) | 15,639   | 33.41    |                  | John C. Frémont (R)   | pas de bulletins |                  | 4  |      |

### 1860
L’élection de 1860 fut une élection de réalignement complexe au cours de laquelle la rupture de l’alignement bipartite précédent a abouti à la présence de quatre partis, chacun en compétition pour l’influence dans différentes parties du pays. Le résultat de l’élection, avec la victoire d’un ardent opposant à l'esclavage, a provoqué la sécession de onze États et provoqué la guerre civile américaine.
| Année | Vainqueur | Vainqueur                 | Vainqueur | Vainqueur | Autres candidats | Autres candidats | Autres candidats | Autres candidats | Autres candidats | Autres candidats       | Autres candidats | Autres candidats | Autres candidats | Autres candidats    | Autres candidats | Autres candidats | GÉ | Ref. |
| Année | Candidat  | Candidat                  | Votes     | %         | Candidat         | Candidat         | Votes            | %                | Candidat         | Candidat               | Votes            | %                | Candidat         | Candidat            | Votes            | %                | GÉ | Ref. |
| ----- | --------- | ------------------------- | --------- | --------- | ---------------- | ---------------- | ---------------- | ---------------- | ---------------- | ---------------------- | ---------------- | ---------------- | ---------------- | ------------------- | ---------------- | ---------------- | -- | ---- |
| 1860  |           | John C. Breckinridge (SD) | 47,454    | 75.5      |                  | John Bell (CU)   | 15,383           | 24.5             |                  | Stephen A. Douglas (D) | 18               | 0                |                  | Abraham Lincoln (R) | pas de bulletins | 0                | 4  |      |

### 1864 à aujourd'hui
| Année | Vainqueur | Vainqueur                  | Vainqueur                                          | Vainqueur                                          | Opposant                                           | Opposant                                           | Opposant                                           | Opposant                                           | Autres candidats                                   | Autres candidats                                   | Autres candidats                                   | Autres candidats                                   | GÉ                                                 | Réf.                                               |
| Année | Candidat  | Candidat                   | Votes                                              | %                                                  | Candidat                                           | Candidat                                           | Votes                                              | %                                                  | Candidat                                           | Candidat                                           | Votes                                              | %                                                  | GÉ                                                 | Réf.                                               |
| ----- | --------- | -------------------------- | -------------------------------------------------- | -------------------------------------------------- | -------------------------------------------------- | -------------------------------------------------- | -------------------------------------------------- | -------------------------------------------------- | -------------------------------------------------- | -------------------------------------------------- | -------------------------------------------------- | -------------------------------------------------- | -------------------------------------------------- | -------------------------------------------------- |
| 1864  |           | Abraham Lincoln (NU)       | Pas de vote en raison de la sécession.             | Pas de vote en raison de la sécession.             | Pas de vote en raison de la sécession.             | Pas de vote en raison de la sécession.             | Pas de vote en raison de la sécession.             | Pas de vote en raison de la sécession.             | Pas de vote en raison de la sécession.             | Pas de vote en raison de la sécession.             | Pas de vote en raison de la sécession.             | Pas de vote en raison de la sécession.             | Pas de vote en raison de la sécession.             | Pas de vote en raison de la sécession.             |
| 1868  |           | Ulysses S. Grant (R)       | Pas de vote en raison du statut de reconstruction. | Pas de vote en raison du statut de reconstruction. | Pas de vote en raison du statut de reconstruction. | Pas de vote en raison du statut de reconstruction. | Pas de vote en raison du statut de reconstruction. | Pas de vote en raison du statut de reconstruction. | Pas de vote en raison du statut de reconstruction. | Pas de vote en raison du statut de reconstruction. | Pas de vote en raison du statut de reconstruction. | Pas de vote en raison du statut de reconstruction. | Pas de vote en raison du statut de reconstruction. | Pas de vote en raison du statut de reconstruction. |
| 1872  |           | Horace Greeley (D)         | 66,546                                             | 57.07                                              |                                                    | Ulysses S. Grant (R)                               | 47,468                                             | 40.71                                              | —                                                  | —                                                  |                                                    |                                                    | 8                                                  |                                                    |
| 1876  |           | Samuel J. Tilden (D)       | 104,755                                            | 70.04                                              |                                                    | Rutherford B. Hayes (R)                            | 44,800                                             | 29.96                                              | —                                                  | —                                                  |                                                    |                                                    | 8                                                  |                                                    |
| 1880  |           | Winfield S. Hancock (D)    | 156,428                                            | 64.71                                              |                                                    | James A. Garfield (R)                              | 57,893                                             | 23.95                                              |                                                    | James B. Weaver (GB)                               | 27,405                                             | 11.34                                              | 8                                                  |                                                    |
| 1884  |           | Grover Cleveland (D)       | 225,309                                            | 69.26                                              |                                                    | James G. Blaine (R)                                | 93,141                                             | 28.63                                              | —                                                  | —                                                  |                                                    |                                                    | 13                                                 |                                                    |
| 1888  |           | Grover Cleveland (D)       | 234,883                                            | 65.7                                               |                                                    | Benjamin Harrison (R)                              | 88,422                                             | 24.73                                              | —                                                  | —                                                  |                                                    |                                                    | 13                                                 |                                                    |
| 1892  |           | Grover Cleveland (D)       | 239,148                                            | 56.65                                              |                                                    | James B. Weaver (GB)                               | 99,688                                             | 23.61                                              |                                                    | Benjamin Harrison (R)                              | 81,144                                             | 19.22                                              | 15                                                 |                                                    |
| 1896  |           | William Jennings Bryan (D) | 370,434                                            | 68.00                                              |                                                    | William McKinley (R)                               | 167,520                                            | 30.75                                              | —                                                  | —                                                  |                                                    |                                                    | 15                                                 |                                                    |
| 1900  |           | William Jennings Bryan (D) | 267,432                                            | 63.12                                              |                                                    | William McKinley (R)                               | 130,641                                            | 30.83                                              | —                                                  | —                                                  |                                                    |                                                    | 15                                                 |                                                    |
| 1904  |           | Alton B. Parker (D)        | 167,200                                            | 71.45                                              |                                                    | Theodore Roosevelt (R)                             | 51,242                                             | 21.9                                               | —                                                  | —                                                  |                                                    |                                                    | 18                                                 |                                                    |
| 1908  |           | William Jennings Bryan (D) | 217,302                                            | 73.97                                              |                                                    | William H. Taft (R)                                | 65,666                                             | 22.35                                              | —                                                  | —                                                  |                                                    |                                                    | 18                                                 |                                                    |
| 1912  |           | Woodrow Wilson (D)         | 221,589                                            | 72.62                                              |                                                    | Theodore Roosevelt                                 | 28,853                                             | 9.46                                               |                                                    | William H. Taft (R)                                | 26,755                                             | 8.77                                               | 20                                                 |                                                    |
| 1916  |           | Woodrow Wilson (D)         | 286,514                                            | 76.92                                              |                                                    | Charles E. Hughes (R)                              | 64,999                                             | 17.45                                              | —                                                  | —                                                  |                                                    |                                                    | 20                                                 |                                                    |
| 1920  |           | James M. Cox (D)           | 288,767                                            | 59.34                                              |                                                    | Warren G. Harding (R)                              | 114,538                                            | 23.54                                              |                                                    | Parley P. Christensen (FL)                         |                                                    |                                                    | 20                                                 |                                                    |
| 1924  |           | John W. Davis (D)          | 484,605                                            | 73.70                                              |                                                    | Calvin Coolidge (R)                                | 130,023                                            | 19.78                                              |                                                    | Robert M. La Follette (P-24)                       | 42,881                                             | 6.52                                               | 20                                                 |                                                    |
| 1928  |           | Herbert Hoover (R)         | 367,036                                            | 51.77                                              |                                                    | Al Smith (D)                                       | 341,032                                            | 48.10                                              | —                                                  | —                                                  |                                                    |                                                    | 20                                                 |                                                    |
| 1932  |           | Franklin D. Roosevelt (D)  | 760,348                                            | 88.06                                              |                                                    | Herbert Hoover (R)                                 | 97,959                                             | 11.35                                              | —                                                  | —                                                  |                                                    |                                                    | 23                                                 |                                                    |
| 1936  |           | Franklin D. Roosevelt (D)  | 734,485                                            | 87.08                                              |                                                    | Alf Landon (R)                                     | 103,874                                            | 12.31                                              | —                                                  | —                                                  |                                                    |                                                    | 23                                                 |                                                    |
| 1940  |           | Franklin D. Roosevelt (D)  | 909,974                                            | 80.92                                              |                                                    | Wendell Willkie (R)                                | 212,692                                            | 18.91                                              | —                                                  | —                                                  |                                                    |                                                    | 23                                                 |                                                    |
| 1944  |           | Franklin D. Roosevelt (D)  | 821,605                                            | 71.42                                              |                                                    | Thomas E. Dewey (R)                                | 191,425                                            | 16.64                                              | —                                                  | —                                                  |                                                    |                                                    | 23                                                 |                                                    |
| 1948  |           | Harry S. Truman (D)        | 824,235                                            | 65.96                                              |                                                    | Thomas E. Dewey (R)                                | 303,467                                            | 24.29                                              |                                                    | Strom Thurmond (DIX)                               | 113,776                                            | 9.11                                               | 23                                                 |                                                    |
| 1952  |           | Dwight D. Eisenhower (R)   | 1,102,878                                          | 53.13                                              |                                                    | Adlai Stevenson (D)                                | 969,228                                            | 46.69                                              | —                                                  | —                                                  |                                                    |                                                    | 24                                                 |                                                    |
| 1956  |           | Dwight D. Eisenhower (R)   | 1,080,619                                          | 55.26                                              |                                                    | Adlai Stevenson (D)                                | 859,958                                            | 43.98                                              |                                                    | Thomas C. Andrews (DIX)                            | 14,591                                             | 0.75                                               | 24                                                 |                                                    |
| 1960  |           | John F. Kennedy (D)        | 1,167,567                                          | 50.52                                              |                                                    | Richard Nixon (R)                                  | 1,121,310                                          | 48.52                                              | —                                                  | —                                                  |                                                    |                                                    | 24                                                 |                                                    |
| 1964  |           | Lyndon B. Johnson (D)      | 1,663,185                                          | 63.32                                              |                                                    | Barry Goldwater (R)                                | 958,566                                            | 36.49                                              | —                                                  | —                                                  |                                                    |                                                    | 25                                                 |                                                    |
| 1968  |           | Hubert Humphrey (D)        | 1,266,804                                          | 41.14                                              |                                                    | Richard Nixon (R)                                  | 1,227,844                                          | 39.87                                              |                                                    | George Wallace (AIP)                               | 584,269                                            | 18.97                                              | 25                                                 |                                                    |
| 1972  |           | Richard Nixon (R)          | 2,298,896                                          | 66.20                                              |                                                    | George McGovern (D)                                | 1,154,291                                          | 33.24                                              | —                                                  | —                                                  |                                                    |                                                    | 26                                                 |                                                    |
| 1976  |           | Jimmy Carter (D)           | 2,082,319                                          | 51.14                                              |                                                    | Gerald Ford (R)                                    | 1,953,300                                          | 47.97                                              | —                                                  | —                                                  |                                                    |                                                    | 26                                                 |                                                    |
| 1980  |           | Ronald Reagan (R)          | 2,510,705                                          | 55.28                                              |                                                    | Jimmy Carter (D)                                   | 1,881,147                                          | 41.42                                              |                                                    | John B. Anderson (I)                               | 111,613                                            | 2.46                                               | 26                                                 |                                                    |
| 1984  |           | Ronald Reagan (R)          | 3,433,428                                          | 63.61                                              |                                                    | Walter Mondale (D)                                 | 1,949,276                                          | 36.11                                              | —                                                  | —                                                  |                                                    |                                                    | 29                                                 |                                                    |
| 1988  |           | George H. W. Bush (R)      | 3,036,829                                          | 55.95                                              |                                                    | Michael Dukakis (D)                                | 2,352,748                                          | 43.35                                              | —                                                  | —                                                  |                                                    |                                                    | 29                                                 |                                                    |
| 1992  |           | George H. W. Bush (R)      | 2,496,071                                          | 40.56                                              |                                                    | Bill Clinton (D)                                   | 2,281,815                                          | 37.08                                              |                                                    | Ross Perot (I)                                     | 1,354,781                                          | 22.01                                              | 32                                                 |                                                    |
| 1996  |           | Bob Dole (R)               | 2,736,167                                          | 48.76                                              |                                                    | Bill Clinton (D)                                   | 2,459,683                                          | 43.83                                              |                                                    | Ross Perot (RE)                                    | 378,537                                            | 6.75                                               | 32                                                 | [ 1 ]                                              |
| 2000  |           | George W. Bush (R)         | 3,799,639                                          | 59.30                                              |                                                    | Al Gore (D)                                        | 2,433,746                                          | 37.98                                              | —                                                  | —                                                  |                                                    |                                                    | 32                                                 | [ 2 ]                                              |
| 2004  |           | George W. Bush (R)         | 4,526,917                                          | 61.09                                              |                                                    | John Kerry (D)                                     | 2,832,704                                          | 38.22                                              | —                                                  | —                                                  |                                                    |                                                    | 34                                                 | [ 3 ]                                              |
| 2008  |           | John McCain (R)            | 4,479,328                                          | 55.45                                              |                                                    | Barack Obama (D)                                   | 3,528,633                                          | 43.68                                              | —                                                  | —                                                  |                                                    |                                                    | 34                                                 | [ 4 ]                                              |
| 2012  |           | Mitt Romney (R)            | 4,569,843                                          | 57.17                                              |                                                    | Barack Obama (D)                                   | 3,308,124                                          | 41.38                                              | —                                                  | —                                                  |                                                    |                                                    | 38                                                 | [ 5 ]                                              |
| 2016  |           | Donald Trump (R)           | 4,685,047                                          | 52.23                                              |                                                    | Hillary Clinton (D)                                | 3,877,868                                          | 43.24                                              | —                                                  | —                                                  |                                                    |                                                    | 38                                                 | [ 6 ]                                              |
| 2020  |           | Donald Trump (R)           | 5,890,347                                          | 52.06                                              |                                                    | Joe Biden (D)                                      | 5,259,126                                          | 46.48                                              |                                                    | Jo Jorgensen (LI)                                  | 126 243                                            | 1.1                                                | 38                                                 | [ 7 ]                                              |
| 2024  |           | Donald Trump (R)           | 6,375,365                                          | 56.22                                              |                                                    | Kamala Harris (D)                                  | 4,806,436                                          | 42.39                                              |                                                    | Jill Stein (G)                                     | 82,299                                             | 0.73                                               | 40                                                 |                                                    |

## Cartes

1976
1980
1984
1988
1996
1996
2000
2004
2008
2012
2016
2020
2024